# 東松山市立新明小学校
東松山市立新明小学校（ひがしまつやましりつ しんめいしょうがっこう）は、埼玉県東松山市御茶山町にある公立小学校。

## 沿革
- 1968年（昭和43年）4月 - 東松山市立松山第一小学校から分離・開校
- 1969年（昭和44年）2月 - 校歌制定
- 1970年（昭和45年）8月 - 体育施設竣工
- 1996年（平成8年）4月 - 体育館竣工
- 1998年（平成10年）1月 - コンピューター教室設置
- 2006年（平成18年）7月 - 新校舎竣工

## 主な進学先
- 東松山市立東中学校

## 交通アクセス
- 東武東上線東松山駅（東口）から、徒歩約900m・約15分。